# Saipanetta cloudi
Saipanetta cloudi is een mosselkreeftjessoort uit de familie van de Saipanettidae. De wetenschappelijke naam van de soort is voor het eerst geldig gepubliceerd in 1967 door McKenzie.